# Pokémon: DP Battle Dimension-afsnit
Pokémon: DP Battle Dimension er den elvte sæson af Pokémon og den anden del af Pokémon Serien: Diamond and Pearl, en japansk anime-TV-serie, kendt i Japan under navnet Pocket Monsters Diamond & Pearl (ポケットモンスター ダイヤモンド&パール Poketto Monsutā Daiyamondo & Pāru). Den blev oprindeligt sendt i Japan på TV Tokyo fra den 8. november 2007 til den 4. december 2008, og senere i Danmark på Jetix (som senere blev til Disney XD) fra den 14. februar 2009 til den 11. juli 2009. Den danske versionering er lavet af SDI Media og er baseret på den amerikanske udgave, som er produceret af The Pokémon Company.
Denne sæson omhandler den tiårige Pokémontræner Ash Ketchum (spillet af Mathias Klenske på dansk og af Rika Matsumoto på japansk) og hans elektriske partner-Pokémon Pikachus (spillet af Ikue Ōtani) eventyr, som de samler Styrkecenter-emblemer i den fiktive Sinnoh-region, så de kan deltage i det lokale Pokémonliga-stævne. Sammen med dem rejser de med Brock, som var tidligere Pewter Citys Styrkecenterleder og den unge Pokémonkoordinator Dawn, som hun deltager i Pokémonkonkurrencer for at vinde Bånd, så hun kan deltage i Sinnoh-regionens Grand Festival-turneringen.
Den første japanske intro, fremført af Fumie Akiyoshi, hedder "Together" med en efterfølgende udgave, som hedder "Together 2008", og den anden, fremført af Rika Matsumoto og Megumi Toyoguchi, hedder "High Touch!". Den danske intro, fremført af Mette Skovmark og Annevig Schelde Ebbe, som hedder "Snart Er Vi Helte", er baseret på den engelske intro af Kirsten Price, "We Will Be Heroes".

## Afsnit
| Nr. i serie | Nr. i sæson | Dansk titel Japansk titel | Japansk visning    | Dansk visning    |
| ----------- | ----------- | --- | ------------------ | ---------------- |
| 521         | 01          | "Tårer og frygt!" "Hikozaru no Namida!" (ヒコザルの涙！)                                                                                    | 8. november 2007   | 14. februar 2009 |
| 522         | 02          | "Engang var der en eng" "Natane to Sabonea! Sayonara wa Dare no Tame!" (ナタネとサボネア！さよならは誰のため！)                             | 15. november 2007  | 14. februar 2009 |
| 523         | 03          | "Så er der sporskifte" "ipamu to Buizeru! Sorezore no Michi!!" (エイパムとブイゼル！それぞれの道！！)                                       | 22. november 2007  | 14. februar 2009 |
| 524         | 04          | "Slutstenen revner!" "Mikaruge no Kanameishi!" (ミカルゲの要石！)                                                                           | 29. november 2007  | 14. februar 2009 |
| 525         | 05          | "Bibarel bider fra sig!" "Bīdaru wa Shitteita!" (ビーダルは知っていた！)                                                                    | 29. november 2007  | 15. februar 2009 |
| 526         | 06          | "Næsen for langt fremme!" "Dainōzu! Atsuki Tamashii!!" (ダイノーズ！熱き魂！！)                                                             | 6. december 2007   | 16. februar 2009 |
| 527         | 07          | "Luxray kommer i stødet!" "Rentorā no Hitomi!" (レントラーの瞳！)                                                                           | 13. december 2007  | 17. februar 2009 |
| 528         | 08          | "Rejsen til det ukendte!" "Zui no Iseki no Annōn!" (ズイの遺跡のアンノーン！)                                                               | 20. december 2007  | 18. februar 2009 |
| 529         | 09          | "Holdgyser!" "Pokemon Kontesto! Zui Taikai!!" (ポケモンコンテスト！ズイ大会！！)                                                            | 20. december 2007  | 19. februar 2009 |
| 530         | 10          | "Ikke græde over spildt mælk!" "Meido Kafe no Mirutanku!" (メイドカフェのミルタンク！)                                                      | 10. januar 2008    | 20. februar 2009 |
| 531         | 11          | "En kilde til lækage!" "Urimū Torio to Yukemuri Batoru!!" (ウリムートリオと湯けむりバトル！！)                                              | 17. januar 2008    | 25. februar 2009 |
| 532         | 12          | "Forandringens vinde!" "Guraion to Guraigā! Kaze no Meiro o Nukete!!" (グライオンとグライガー！風の迷路をぬけて！！)                        | 24. januar 2008    | 26. februar 2009 |
| 533         | 13          | "Sandkorn i maskineriet!" "Pachirisu wa Kabarudon no Kuchi no Naka!?" (パチリスはカバルドンの口の中！？)                                    | 31. januar 2008    | 27. februar 2009 |
| 534         | 14          | "Lederstrategi på lavpunkt!" "Rukario! Ikari no Hadōdan!!" (ルカリオ！怒りのはどうだん！！)                                                 | 7. februar 2008    | 1. marts 2009    |
| 535         | 15          | "Overskridelse af kampgrænsen!" "Hikari Hajimete no Jimu Batoru!!" (ヒカリはじめてのジムバトル！！)                                         | 14. februar 2008   | 3. marts 2009    |
| 536         | 16          | "En tredobbelt udfordring!" "Tobari Jimu! Rukario Tai Buizeru!!" (トバリジム！ルカリオ対ブイゼル！！)                                       | 28. februar 2008   | 4. marts 2009    |
| 537         | 17          | "Kom ind, Galactic!" "Suteki Fasshon! Sono na wa Ginga-dan!!" (ステキファッション！その名はギンガ団！！)                                    | 6. marts 2008      | 5. marts 2009    |
| 538         | 18          | "Klokkerne synger!" "Shanto Shite Rīshan!" (シャンとしてリーシャン！)                                                                       | 13. marts 2008     | 6. marts 2009    |
| 539         | 19          | "Pokémon Rangeren og den bortførte Riolu! (Del 1)" "Pokemon Renjā! Hadō no Rioru!! (Zenpen)" (ポケモンレンジャー！波導のリオル！！（前編）) | 20. marts 2008     | 10. maj 2009     |
| 540         | 20          | "Pokémon Rangeren og den bortførte Riolu! (Del 2)" "Pokemon Renjā! Hadō no Rioru!! (Kōhen)" (ポケモンレンジャー！波導のリオル！！（後編）)  | 20. marts 2008     | 17. maj 2009     |
| 541         | 21          | "Korsveje" "Sayonara Dokukeiru!" (さよならドクケイル！)                                                                                     | 3. april 2008      | 11. april 2009   |
| 542         | 22          | "Pika og Goliat!" "Pikachū! Raichū! Shinka e no Michi!!" (ピカチュウ！ライチュウ！進化への道！！)                                           | 3. april 2008      | 12. april 2009   |
| 543         | 23          | "En Cup fuld af Wallace!" "Kontesuto Masutā, Mikuri Tōjō!!" (ンテストマスター・ミクリ登場！！)                                              | 17. april 2008     | 13. april 2009   |
| 544         | 24          | "En fuld omgang tag-kamp!" "Resutoran Nanatsuboshi! Taggu Batoru de Furukōsu!!" (レストラン七つ星！タッグバトルでフルコース！！)            | 24. april 2008     | 19. april 2009   |
| 545         | 25          | "En fyrstelig velkomst!" "Minna Raibaru! Mikuri Kappu!!" (んなライバル！ミクリカップ！！)                                                   | 8. maj 2008        | 25. april 2009   |
| 546         | 26          | "At vinde over gamle venner!" "Gekitō! Sorezore no Batoru!!" (激闘！それぞれのバトル！！)                                                   | 8. maj 2008        | 26. april 2009   |
| 547         | 27          | "Et comeback med stil!" "Kessen! Hikari Tai Haruka!!" (決戦！ヒカリVSハルカ！！)                                                            | 15. maj 2008       | 3. maj 2009      |
| 548         | 28          | "Én gang tyv, altid tyv!" "Yanyanma! Getto Sakusen!!" (ヤンヤンマ！ゲット作戦！！)                                                          | 22. maj 2008       | 8. maj 2009      |
| 549         | 29          | "Chimchar i brand!" "Shakunetsu no Hikozaru!" (灼熱のヒコザル！)                                                                            | 29. maj 2008       | 2. maj 2009      |
| 550         | 30          | "Den ypperste Croagunk af dem alle!" "Nomose Shitsugen no Guregguru Matsuri!?" (ノモセ大湿原のグレッグル祭り！？)                           | 5. juni 2008       | 3. maj 2009      |
| 551         | 31          | "Et lynkursus i styrke!" "Nomose Jimu! Tai Makishimamu Kamen!!" (ノモセジム！VSマキシマム仮面！！)                                          | 19. juni 2008      | 23. maj 2009     |
| 552         | 32          | "En god og sund appetit!" "Urayama-sanchi no Ōgui Urimū!" (ウラヤマさんちの大食いウリムー！)                                                | 3. juli 2008       | 24. maj 2009     |
| 553         | 33          | "Med frygt skal frygt bekæmpes!" "Guraigā! Yūjō no Tsubasa!!" (グライガー！友情の翼！！)                                                    | 3. juli 2008       | 30. maj 2009     |
| 554         | 34          | "At ankomme med stil!" "Yosuga Korekushon! Pokemon Sutairisuto e no Michi!!" (ヨスガコレクション！ポケモンスタイリストへの道！！)           | 10. juli 2008      | 31. maj 2009     |
| 555         | 35          | "Psyduck spærrer vejen" "Kodakku no Tōsenbo!" (コダックの通せんぼ！)                                                                        | 24. juli 2008      | 6. juni 2009     |
| 556         | 36          | "Tilbage på skolebænken!" "Pokemon Samāsukūru Kaikō!!" (ポケモンサマースクール開講！！)                                                     | 7. august 2008     | 7. juni 2009     |
| 557         | 37          | "Fortryllende nærkontakt!" "Kenkyū Happyō, Mizuumi no Densetsu!" (研究発表「湖の伝説」！)                                                   | 14. august 2008    | 11. juni 2009    |
| 558         | 38          | "På tærsklen til åndeverdenen!" "Hōkago ha Gōsuto Taimu!?" (放課後はゴーストタイム！？)                                                     | 21. august 2008    | 14. juni 2009    |
| 559         | 39          | "Hvem var det der vandt i dag...?" "Saigo no Daishōbu! Pokemon Toraiasuron!" (最後の大勝負！ポケモントライアスロン！)                       | 28. august 2008    | 28. maj 2009     |
| 560         | 40          | "Den slanke og fine Team Rocket-maskine" "Genten Kaiki da Roketto-Dan!?" (原点回帰だロケット団！？)                                         | 4. september 2008  | 28. maj 2009     |
| 561         | 41          | "Jævnet med jorden!" "Odoru Jimu Rīdā! Merissa Tōjō!!" (踊るジムリーダー！メリッサ登場！！)                                                 | 11. september 2008 | 29. maj 2009     |
| 562         | 42          | "Doktor Brock!" "Pachirisu o Netsu desu! Futari de Orusuban!?" (パチリスお熱です！2人でお留守番！？)                                        | 25. september 2008 | 29. maj 2009     |
| 563         | 43          | "Kamp med generationskløften!" "Pokemon Kontesuto! Kannagi Taikai!!" (ポケモンコンテスト！カンナギ大会！！)                                 | 25. september 2008 | 2. juli 2009     |
| 564         | 44          | "Tabet af Lustrous Orb!" "Ginga-Dan Shūgeki!! (Zenpen)" (ギンガ団襲撃！！（前編）)                                                          | 2. oktober 2008    | 3. juli 2009     |
| 565         | 45          | "Dobbelt teamangreb!" "Ginga-Dan Shūgeki!! (Kōhen)" (ギンガ団襲撃！！（後編）)                                                              | 2. oktober 2008    | 4. juli 2009     |
| 566         | 46          | "Hvis tørklædet passer, brug det!" "Ukabu Mikakunin Kaibutsu!?" (浮かぶ未確認怪物！？)                                                      | 16. oktober 2008   | 5. juli 2009     |
| 567         | 47          | "En træner og hans Pokémon genforenes!" "Shitennō Ryō! Deai to Wakare no Mori!" (四天王リョウ！出会いと別れの森！)                          | 23. oktober 2008   | 6. juli 2009     |
| 568         | 48          | "En hånd til fjenden!" "Naetoru, Hayashigame... Soshite Dodaitosu!" (ナエトル、ハヤシガメ…そしてドダイトス！)                               | 30. oktober 2008   | 7. juli 2009     |
| 569         | 49          | "Barry stormer frem over alt!" "Raibaru Torēnā, Jun Tōjō!!" (ライバルトレーナー・ジュン登場！！)                                            | 6. november 2008   | 8. juli 2009     |
| 570         | 50          | "Fantinas skjold!" "Yosuga Jimu Sen! Tai Merissa!!" (ヨスガジム戦！VSメリッサ！！)                                                          | 13. november 2008  | 9. juli 2009     |
| 571         | 51          | "Team Rocket-afhopper!" "Kōsen Konran Mio Shiti!" (混戦混乱ミオシティ！)                                                                    | 20. november 2008  | 10. juli 2009    |
| 572         | 52          | "Søvnløs i Canalave City!" "Kureseria Tai Darkurai!" (クレセリアVSダークライ！)                                                             | 4. december 2008   | 11. juli 2009    |

## Stemmer
| Karakter    | Japansk            | Dansk                |
| ----------- | ------------------ | -------------------- |
| Ash Ketchum | Rika Matsumoto     | Mathias Klenske      |
| Pikachu     | Ikue Ōtani         | Ikue Ōtani           |
| Brock       | Yūji Ueda          | Peter Holst-Beck     |
| Dawn        | Megumi Toyoguchi   | Annevig Schelde Ebbe |
| Jessie      | Megumi Hayashibara | Ann Hjort            |
| James       | Shinichiro Miki    | Thomas Kirk          |
| Meowth      | Inuko Inuyama      | Peter Zhelder        |
| Fortæller   | Unshō Ishizuka     | Torben Sekov         |

## Hjemmeudgivelser
I Japan er sæsonen blevet fuldt udgivet til udlejning, men købeudgivelser er begrænset til visse afsnit. Sæsonen har fået en komplet hjemmeudgivelse på engelsk i USA og Australien.
I Danmark har denne sæson ikke set nogen form for hjemmeudgivelse.